# Jednostka regionalna Kiea-Kitnos
Jednostka regionalna Kiea-Kitnos (nwgr.: Περιφερειακή ενότητα Κέας-Κύθνου) – jednostka administracyjna Grecji w regionie Wyspy Egejskie Południowe. Powołana do życia 1 stycznia 2011 w wyniku przyjęcia nowego podziału administracyjnego kraju. W 2021 roku liczyła 3,8 tys. mieszkańców.
W skład jednostki wchodzą gminy:
- Kiea (8),
- Kitnos (10).